# 野田車站 (JR西日本)
野田車站（日语：／ Noda eki */?）是一由西日本旅客鐵道（JR西日本）所經營的鐵路車站，位於日本大阪府大阪市福島區吉野三丁目。野田車站是JR西日本所屬的大阪環狀線沿線車站，也是JR西日本旗下大阪近郊鐵路路線群都市網路（アーバンネットワーク，Urban Network）所屬的車站，根據JR的特定都區市內制度，被劃分為「大阪市內」的車站之一。
距離野田車站最近的轉車站，是大阪市營地下鐵千日前線沿線的玉川站。除此之外，阪神電氣鐵道也擁有一個同樣名叫野田的車站，距離本站約500公尺。

## 車站構造
只限旅客線島式月台1面2線的高架車站。由於沒有轉轍器與絕對信號機，被分類為停留所。

### 月台配置
| 月台 | 路線       | 方向 | 目的地             |
| ---- | ---------- | ---- | ------------------ |
| 1    | 大阪環狀線 | 內環 | 西九條、新今宮方向 |
| 2    | 大阪環狀線 | 外環 | 大阪、京橋方向     |

## 利用狀況
2018年（平成30年）度1日平均上車人次為12,545人。
近年1日平均上車人次如下表。
| 年度               | 1日平均 上車人次 | 來源     |
| ------------------ | ---------------- | -------- |
| 1990年（平成02年） | 15,458           | [ * 1 ]  |
| 1991年（平成03年） | 15,676           | [ * 2 ]  |
| 1992年（平成04年） | 15,847           | [ * 3 ]  |
| 1993年（平成05年） | 15,866           | [ * 4 ]  |
| 1994年（平成06年） | 15,987           | [ * 5 ]  |
| 1995年（平成07年） | 16,358           | [ * 6 ]  |
| 1996年（平成08年） | 16,189           | [ * 7 ]  |
| 1997年（平成09年） | 14,189           | [ * 8 ]  |
| 1998年（平成10年） | 13,532           | [ * 9 ]  |
| 1999年（平成11年） | 12,953           | [ * 10 ] |
| 2000年（平成12年） | 12,443           | [ * 11 ] |
| 2001年（平成13年） | 12,404           | [ * 12 ] |
| 2002年（平成14年） | 12,066           | [ * 13 ] |
| 2003年（平成15年） | 11,965           | [ * 14 ] |
| 2004年（平成16年） | 11,830           | [ * 15 ] |
| 2005年（平成17年） | 11,816           | [ * 16 ] |
| 2006年（平成18年） | 11,896           | [ * 17 ] |
| 2007年（平成19年） | 12,021           | [ * 18 ] |
| 2008年（平成20年） | 11,821           | [ * 19 ] |
| 2009年（平成21年） | 11,300           | [ * 20 ] |
| 2010年（平成22年） | 11,457           | [ * 21 ] |
| 2011年（平成23年） | 11,865           | [ * 22 ] |
| 2012年（平成24年） | 11,843           | [ * 23 ] |
| 2013年（平成25年） | 11,790           | [ * 24 ] |
| 2014年（平成26年） | 11,633           | [ * 25 ] |
| 2015年（平成27年） | 11,823           | [ * 26 ] |
| 2016年（平成28年） | 12,050           | [ * 27 ] |
| 2017年（平成29年） | 12,423           | [ * 28 ] |
| 2018年（平成30年） | 12,545           | [ * 29 ] |

## 相鄰車站
西日本旅客鐵道
 大阪環狀線
■大和路快速、■關空快速、■紀州路快速、■快速
通過
■區間快速、■直通快速、■普通
福島（JR-O12）－野田（JR-O13）－西九條（JR-O14）

### 利用狀況
1. ↑  大阪府統計年鑑 （页面存档备份，存于） - 大阪府
2. ↑  大阪市統計書 （页面存档备份，存于） - 大阪市

大阪府統計年鑑
1. ↑  大阪府統計年鑑（平成3年）PDF
2. ↑  大阪府統計年鑑（平成4年）PDF
3. ↑  大阪府統計年鑑（平成5年）PDF
4. ↑  大阪府統計年鑑（平成6年）PDF
5. ↑  大阪府統計年鑑（平成7年）PDF
6. ↑  大阪府統計年鑑（平成8年）PDF
7. ↑  大阪府統計年鑑（平成9年）PDF
8. ↑  大阪府統計年鑑（平成10年）PDF
9. ↑  大阪府統計年鑑（平成11年）PDF
10. ↑  大阪府統計年鑑（平成12年）PDF
11. ↑  大阪府統計年鑑（平成13年）PDF
12. ↑  大阪府統計年鑑（平成14年）PDF
13. ↑  大阪府統計年鑑（平成15年）PDF
14. ↑  大阪府統計年鑑（平成16年）PDF
15. ↑  大阪府統計年鑑（平成17年）PDF
16. ↑  大阪府統計年鑑（平成18年）PDF
17. ↑  大阪府統計年鑑（平成19年）PDF
18. ↑  大阪府統計年鑑（平成20年）PDF
19. ↑  大阪府統計年鑑（平成21年）PDF
20. ↑  大阪府統計年鑑（平成22年）PDF
21. ↑  大阪府統計年鑑（平成23年）PDF
22. ↑  大阪府統計年鑑（平成24年）PDF
23. ↑  大阪府統計年鑑（平成25年）PDF
24. ↑  大阪府統計年鑑（平成26年）PDF
25. ↑  大阪府統計年鑑（平成27年）PDF
26. ↑  大阪府統計年鑑（平成28年）PDF
27. ↑  大阪府統計年鑑（平成29年）PDF
28. ↑  大阪府統計年鑑（平成30年）PDF
29. ↑  大阪府統計年鑑（令和元年）PDF

## 外部連結
- 野田｜車站資訊：JR出門網 - 西日本旅客鐵道

34°41′20″N 135°28′29.5″E / 34.68889°N 135.474861°E